# قلعه حسن (مشهد)
قلعهٔ حسن یا دژ حسن؛ نام دژی تاریخی مربوط به دورهٔ صفوی است و در شهرستان مشهد، شمال روستای قاسم‌آباد واقع شده و این اثر در تاریخ ۸ مرداد ۱۳۸۱ با شمارهٔ ثبت ۵۹۵۶ به‌عنوان یکی از آثار ملی ایران به ثبت رسیده‌است.